# Joe Chrest
Joseph Chrest (St. Albans, 15 settembre 1965) è un attore statunitense.

## Biografia
Joseph Chrest è nato e cresciuto a St. Albans, in Virginia Occidentale,nella quale ha frequentato la St. Albans High School.

## Vita privata
Chrest è anche un professore di teatro presso l'Università Statale della Louisiana. Dal 1997 è sposato con la coreografa Christine Chrest, da cui ha avuto due figli.

## Filmografia

### Cinema
- Piccolo, grande Aaron (King of the Hill), regia di Steven Soderbergh (1993)
- Il rapporto Pelican (The Pelican Brief), regia di Alan J. Pakula (1993)
- Insieme per vendetta (House of Secrets), regia di Mimi Leder (1993)
- Il silenzio del testimone (Cries from the Heart), regia di Michael Switzer (1994)
- Torbide ossessioni (The Underneath), regia di Steven Soderbergh (1995)
- Kingfish: A Story of Huey P. Long, regia di Thomas Schlamme (1995)
- Il complotto (The Lottery), regia di Daniel Sackheim (1996)
- Desert Breeze, regia di Allan Arkush (1996)
- Clockwatchers - Impiegate a tempo determinato (Clockwatchers), regia di Jill Sprecher (1997)
- Yukie, regia di Hisako Matsui (1998)
- Dangerous Proposition, regia di Brad Sanders (1998)
- Out of Sight, regia di Steven Soderbergh (1998)
- Hefner: Unauthorized, regia di Peter Werner (1999)
- Erin Brockovich - Forte come la verità (Erin Brockovich), regia di Steven Soderbergh (2000)
- Lush, regia di Mark Gibson (2000)
- Auggie Rose, regia di Matthew Tabak (2000)
- Full Frontal, regia di Steven Soderbergh (2002)
- The Ring, regia di Gore Verbinski (2002)
- La giuria (Ronaway Jury), regia di Gary Fleder (2003)
- Una vita al limite (3: The Dale Earnhardt Story), regia di Russell Mulcahy (2004)
- The Aviator, regia di Martin Scorsese (2004)
- Faith of My Fathers, regia di Peter Markle (2005)
- The Skeleton Key, regia di Iain Softley (2005)
- Ocean's Thirteen, regia di Steven Soderbergh (2007)
- La vita segreta delle api (The Secret Life of Bees), regia di Gina Prince-Bythewood (2008)
- Miracolo a Sant'Anna (Miracle at St. Anna), regia di Spike Lee (2008)
- Who Do You Love, regia di Jerry Zaks (2008)
- La mia fedele compagna (Front of the Class), regia di Peter Werner (2008)
- Colpo di fulmine - Il mago della truffa (I Love You Phillip Morris), regia di Glenn Ficarra e John Requa (2009)
- The Informant!, regia di Steven Soderbergh (2009)
- The Blind Side, regia di John Lee Hancock (2009)
- House of Bones, regia di Jeffrey Scott Lando (2010)
- Welcome to the Rileys, regia di Jake Scott (2010)
- Louis, regia di Dan Pritzker (2010)
- Red, regia di Robert Schwentke (2010)
- Un anno da ricordare (Secretariat), regia di Randall Wallace (2010)
- Knucklehead - Testa di cavolo (Knucklehead), regia di Michael W. Watkins (2010)
- Drive Angry, regia di Patrick Lussier (2011)
- World Invasion, regia di Jonathan Liebesman (2011)
- That's What I Am, regia di Michael Pavone (2011)
- Amore e matrimonio (Love, Wedding, Marriage), regia di Dermot Mulroney (2011)
- Solo per vendetta (Seeking Justice), regia di Roger Donaldson (2011)
- Butter, regia di Jim Field Smith (2011)
- Le paludi della morte (Texas Killing Fields), regia di Ami Canaan Mann (2011)
- A casa con Jeff (Jeff, Who Lives at Home), regia di Jay Duplass e Mark Duplass (2011)
- Hound Dogs, regia di Ron Shelton (2011)
- 21 Jump Street, regia di Phil Lord e Christopher Miller (2012)
- Battleship, regia di Peter Berg (2012)
- Ho cercato il tuo nome (The Lucky One), regia di Scott Hicks (2012)
- Cogan - Killing Them Softly (Killing Them Softly), regia di Andrew Dominik (2012)
- On the Road, regia di Walter Salles (2012)
- Candidato a sorpresa (The Campaign), regia di Jay Roach (2012)
- The Baytown Outlaws - I fuorilegge (The Baytown Outlaws), regia di Barry Battles (2012)
- Quello che so sull'amore (Playing for Keeps), regia di Gabriele Muccino (2012)
- The Last Exorcism - Liberaci dal male (The Last Exorcism Part II), regia di Ed Gas-Donnelly (2013)
- G.I. Joe - La vendetta (G.I. Joe: Retaliation), regia di Jon M. Chu (2013)
- 50 anni in rosa (The Hot Flashes), regia di Susan Seidelman (2013)
- Now You See Me - I maghi del crimine (Now You See Me), regia di Louis Leterrier (2013)
- The Butler - Un maggiordomo alla Casa Bianca (The Butler), regia di Lee Daniels (2013)
- Oldboy, regia di Spike Lee (2013)
- Homefront, regia di Gary Fleder (2013)
- King of Herrings, regia di Eddie Jemison (2013)
- A piedi nudi (Barefoot), regia di Andrew Fleming (2014)
- 22 Jump Street, regia di Phil Lord e Christopher Miller (2014)
- Black or White, regia di Mike Binder (2014)
- American Heist, regia di Sarik Andreasyan (2014)
- Focus - Niente è come sembra (Focus), regia di Glenn Ficarra e John Requa (2015)
- Ant-Man, regia di Peyton Reed (2015)
- I Saw the Light, regia di Marc Abraham (2015)
- Hunger Games: Il canto della rivolta - Parte 2 (The Hunger Games: Mockingjay - Part 2), regia di Francis Lawrence (2015)
- Showing Roots, regia di Michael Wilson (2015)
- Cold Moon, regia di Griff Frust (2016)
- Free State of Jones, regia di Gary Ross (2016)
- LBJ, regia di Rob Reiner (2016)
- Deepwater - Inferno sull'oceano (Deepwater Horizon), regia di Peter Berg (2016)
- Killing Reagan, regia di Rod Lurie (2016)
- Gifted - Il dono del talento (Gifted), regia di Marc Webb (2017)
- Assassination Nation, regia di Sam Levinson (2018)
- The Front Runner - Il vizio del potere (The Front Runner), regia di Jason Reitman (2018)
- The Dirt: Mötley Crüe, regia di Jeff Tremaine (2019)
- The Perfect Date, regia di Chris Nelson (2019)
- The Lovebirds, regia di Michael Showalter (2020)
- La ragazza della palude (Where the Crewdads Sing), regia di Olivia Newman (2022)
- The Cran, regia di Tyler Savino (2022)
- Killers of the Flower Moon, regia di Martin Scorsese (2023)
- Quiz Lady, regia di Jessica Yu (2023)
- Lisa Frankenstein, regia di Zelda Williams (2024)
- Ganymede, regia di Colby Holt e Sam Probst (2024)
- Fly Me to the Moon - Le due facce della Luna (Fly Me to the Moon), regia di Greg Berlanti (2024)

### Televisione
- Law & Order - I due volti della giustizia (Law & Order) - serie TV, episodio 3x17 (1993)
- Otto sotto un tetto (Family Matters) - serie TV, episodio 5x15 (1994)
- Colombo (Columbo) - serie TV, episodio 12x03 (1994)
- Per amore della legge (Sweet Justice) - serie TV, episodio 1x15 (1995)
- Fallen Angels - serie TV, episodio 2x02 (1996)
- Nash Bridges - serie TV, episodio 2x06 (1996)
- Millennium - serie TV, episodio 1x05 (1996)
- Terra promessa (Promised Land) - serie TV, episodio 1x18 (1997)
- Chicago Hope - serie TV, episodio 5x09 (1998)
- Spie (Snoops) - serie TV, episodio 1x02 (1999)
- Il tocco di un angelo (Touched by an Angel) - serie TV, episodio 7x05 (2000)
- CSI - Scena del crimine (CSI: Crime Scene Investigation) - serie TV, episodio 4x16 (2004)
- Deadwood - serie TV, episodio 1x02 (2004)
- Star Trek: Enterprise - serie TV, episodio 4x03 (2004)
- Medium - serie TV, episodio 1x09 (2005)
- Surface - Mistero dagli abissi (Surface) - serie TV, episodio 1x05 (2005)
- One Tree Hill - serie TV, episodio 8x04 (2010)
- I signori della fuga (Breakout Kings) - serie TV, 2 episodi (2012)
- Treme - serie TV, 2 episodi (2012)
- Nashville - serie TV, episodio 2x11 (2014)
- True Detective - serie TV, 5 episodi (2014)
- Stranger Things - serie TV, 20 episodi (2016-2022)
- Sun Records - serie TV, 7 episodi (2017)
- Mr. Mercedes - serie TV, 2 episodi (2018)
- The Purge - serie TV, 3 episodi (2018)
- Cercando Alaska (Looking for Alaska) - miniserie TV, 4 episodi (2019)
- The First Lady - serie TV, 2 episodi (2022)
- A Friend of the Family - miniserie TV, 6 episodi (2022)

## Doppiatori italiani
Nelle versioni in italiano delle opere in cui ha recitato, Joe Chrest è stato doppiato da:
- Carlo Valli in 21 Jump Street, 22 Jump Street
- Lucio Saccone in Stranger Things
- Christian Iansante in Deepwater: Inferno sull’oceano
- Mario Cordova in Free State of Jones
- Valerio Sacco in Un anno da ricordare
- Gianluca Machelli in Le paludi della morte
- Alessio Cigliano in Gifted - Il dono del talento
- Pino Pirovano in The Purge
- Davide Marzi in Cercando Alaska